# Parti fasciste républicain
Pour les articles homonymes, voir PFR, Parti fasciste et Parti national.
Le Parti fasciste républicain est un parti politique italien, fondé en 1943 et disparu au printemps 1945 dans le contexte de la débâcle allemande en Italie.
Parti antimonarchiste par définition, puisqu'il considérait le roi Victor-Emmanuel III comme un traître au fascisme et à la patrie, il était guidé par des éléments extrémistes du fascisme, déterminé à accentuer l'intransigeance du nouveau parti pour consolider le gouvernement de la République sociale italienne dont il fut le parti unique et combattre jusqu’à la fin aux côtés de l’Allemagne nazie, était le protagoniste de choix radicaux et violents contre les Juifs, la résistance, les traîtres présumés, rejoignant le national-socialisme idéologiquement allemand.

## Contexte de la création du PFR
Le 25 juillet 1943, Mussolini est arrêté à sa sortie de la session du Grand conseil fasciste sur ordre du roi, il est emprisonné, puis libéré par un commando allemand le 12 septembre 1943 ; durant cette période, un nouveau gouvernement est formé, dirigé par Pietro Badoglio, maréchal italien, qui participe aux négociations en vue d'un armistice avec les Alliés. Cet armistice est signé le 3 septembre 1943 ; à la suite d'une maladresse, il est annoncé dans la foulée, ce qui déclenche l'occupation par le Reich des régions italiennes non encore contrôlés par les alliés, ainsi que des zones qu'elle occupe dans les Balkans et les îles grecques.
La constitution du parti républicain fasciste a eu lieu le 18 septembre 1943, quelques jours à peine après la libération de Mussolini de la prison orchestrée par les nazis dans le cadre de l'opération Oak. La fondation du parti fasciste républicain, à l'instar de la République sociale italienne nouvellement née, doit donc être comprise dans le contexte de la tentative nazi-fasciste de maintenir le contrôle de l'Italie du Nord. La première réunion du parti eut lieu lors du congrès de Vérone, le 14 novembre 1943, où fut publié le Manifeste de Vérone, un document programmatique visant à harmoniser les différentes âmes du fascisme : les hiérarchies, les mouvements et les idées socialistes du Fascisme. Le manifeste sanctionnait la fondation du parti fasciste républicain dirigé par un dirigeant qui serait élu tous les cinq ans.Le 15 novembre 1943, le premier secrétaire, Alessandro Pavolini, a été élu. Il fut également responsable de la création en juin 1944 des Brigades noires, créées précisément dans le but de servir de branche armée du parti.

## Relations avec la population
En raison du fort contrôle des Allemands, le pouvoir du PFR dans le contexte de la République de Salò a toujours été très limité. Afin de surmonter cette faiblesse inhérente, le parti a tenté d'obtenir le soutien des quelques couches de la population qui restaient sensibles au fascisme. Dans les provinces sous contrôle allemand, le PFR était organisé en trois entités: "politique", "administrative" et "assistance". Dans l'esprit des chefs de parti, l'assistance aurait dû être une continuation des cadres puissants de militants et de volontaires de l'ancien Parti national fasciste. Organisé en groupes provinciaux formés de citoyens privés, cet organe devait remplir diverses fonctions, dont la gestion des avoirs confisqués aux Juifs et le soutien de la population italienne touchée par les attentats à la bombe. Les femmes ont joué un rôle important dans l'assistance. Les femmes fascistes étaient appelées "groupes" et étaient généralement formées par les femmes des combats, les soldats tombés au combat ou les prisonniers. Le 18 avril 1944, le Conseil des ministres de la RSI créa le service auxiliaire pour femmes du PFR.
Il y avait un conflit entre le PFR et l'église catholique au cours de cette période. Néanmoins, le catholicisme était religion d'état sous la RSI.

## Idéologie
Bien qu'il s'agisse essentiellement d'un parti fantoche, fondé par les cendres du PNF dans le seul but d'organiser les adeptes du fascisme de la RSI, le PFR avait des connotations précises d'un point de vue idéologique, reflétant généralement le cadre social de la république de Mussolini. Strictement anti-monarchique et contre la maison de Savoie, le parti a fait du républicanisme son drapeau idéologique, au nom du fascisme primitif (le sansepolcrismo), trahi en quelque sorte par les compromis nécessaires pour que le fascisme s'impose les années précédentes. Socialisant fortement sur le plan économique, il a proposé la socialisation de l'économie et le modèle de cogestion comme une troisième voie entre le communisme et le capitalisme.

## Relations avec les juifs et antisémitisme
Le PFR a poursuivi la politique de persécution contre les Juifs qui a commencé en Italie avec les lois raciales. Ce choix a été influencé non seulement par l’influence des alliés nazis, mais aussi par le fait qu’aux côtés des partisans de Badoglio et des francs-maçons, les chefs de parti ont accusé les Juifs de responsabilité de l’effondrement du régime après le 8 septembre. L'article 7 du Manifeste de Vérone précisait que: "Les personnes appartenant à la race juive sont des étrangers. Pendant cette guerre, ils appartiennent à une nationalité ennemie".
Cette idéologie a conduit à l'arrestation de juifs par des journalistes à Vérone et à la saisie de leurs biens. Le Manifeste de Vérone a joué un rôle important dans la mise en contexte de la militarisation du parti. Il a été créé le "Corps auxiliaire des équipes d'action des chemises noires", une subdivision des Brigades noires qui a joué un rôle clé dans les rafles des Juifs.

## Le PFR et le fascisme dans le sud de l'Italie
Le PFR a également soutenu l'organisation de groupes fascistes clandestins actifs dans les territoires du sud de l'Italie. Le but de ces groupes était de maintenir la cause fasciste en vie et de s'opposer à la progression des alliés. Malgré leur échec, le souvenir de leurs opérations de représailles avait un rôle important dans l'idéologie du néo-fascisme après la guerre (et au-delà).

## La dissolution du PFR
Le rôle politique du PFR était très limité, principalement en raison du contrôle des Allemands. En fait, Mussolini lui-même ne pouvait que rarement quitter son bureau de Salò à cause du contrôle strict exercé sur lui par les Allemands. Les partisans l'ont enlevé et tué le 28 avril 1945 lors d'une tentative d'évasion au nord avec l'aide de l'armée allemande. La fête a pris fin le même jour que la mort de Benito Mussolini. À la fin de la guerre, certains de ses représentants tels que Pino Romualdi, Giorgio Pini et Giorgio Almirante ont participé à la fondation du Mouvement social italien le 26 décembre 1946.

## Le congrès de Vérone et le programme du parti

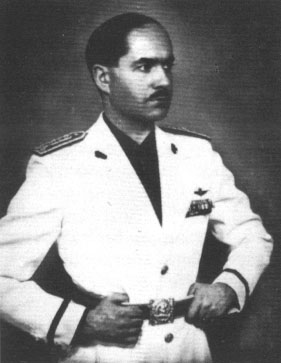
Alessandro Pavolini

Mussolini, après son évasion, réorganise le Parti national fasciste, qui avait gouverné l'Italie depuis la marche sur Rome dans le cadre du Statuto ; parti unique pendant la période précédente, il le reste durant la République sociale, mais il est débarrassé de la maison de Savoie ; le PFR remet en valeur le programme du fascisme de 1919, dans son manifeste de Vérone, publié en novembre 1943.
Dans ce manifeste, est défendue l'idée, non d'une organisation de masse, mais d'une élite révolutionnaire, chère à Pavolini.